# HMS Comet (1932)

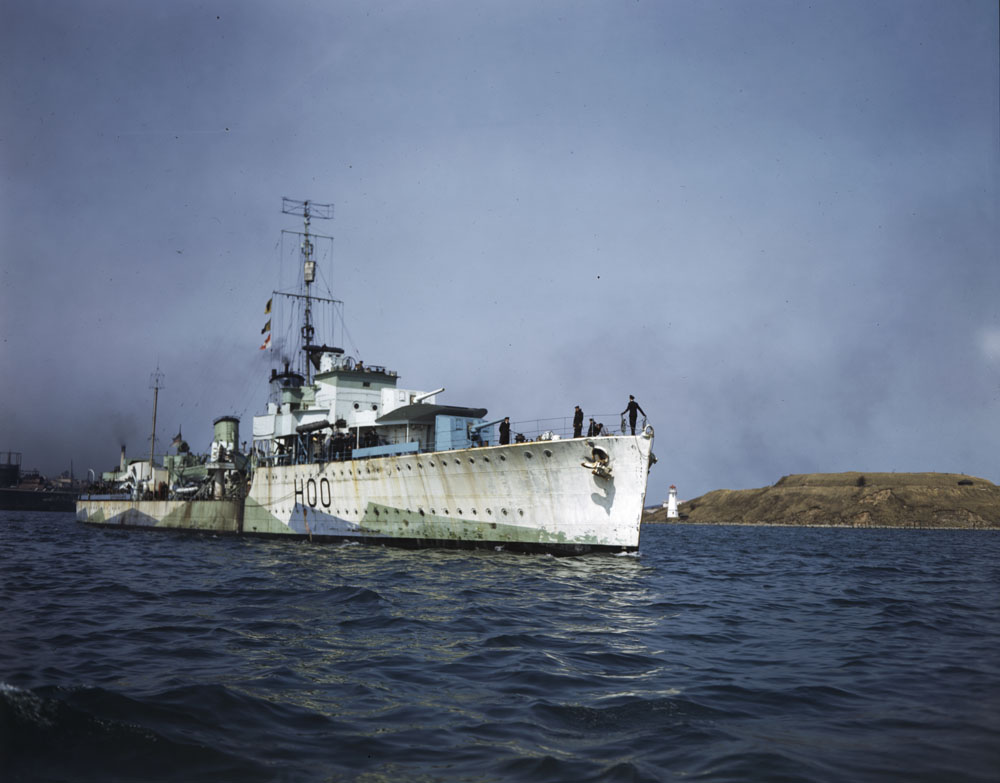
HMCS „Restigouche” w maju 1942 roku

HMS Comet – niszczyciel typu C. Został zbudowany dla Royal Navy na początku lat 30 XX wieku. Okręt pełnił służbę w Home Fleet i Mediterranean Fleet. Spędził także sześć miesięcy pod koniec 1936 roku na hiszpańskich wodach w ramach patroli neutralności wprowadzonych przez Wielką Brytanię i Francję w czasie wojny domowej w Hiszpanii. Jednostkę przekazano Royal Canadian Navy w roku 1938 i przemianowano na HMCS Restigouche. W czasie II wojny światowej wypełniał zadania eskorty konwojów na Atlantyku, patroli ZOP w czasie inwazji na Normandię i pełnił rolę transportowca powracających do Kanady żołnierzy po zakończeniu II wojny światowej. Wycofany ze służby pod koniec 1945 roku i w roku następnym sprzedany na złom.

## Projekt i budowa
„Comet” miał wyporność standardową 1375 długich ton (1397 t). Długość całkowita wynosiła 100,3 m, szerokość 10,1 m, a zanurzenie 3,8 m. Napęd stanowiły przekładniowe turbiny parowe systemu Parsonsa napędzające dwie śruby napędowe. Układ ten generował razem moc 36 000 shp i rozpędzał okręt do prędkości maksymalnej 36 węzłów. Parę dla turbin zapewniały trzy zestawy kotłów Admiralicji. Zapas paliwa płynnego wynosił 473 długie tony (481 t), co zapewniało okrętowi zasięg 5500 mil morskich przy prędkości 15 węzłów. Załoga okrętu składała się z 145 oficerów i marynarzy.
Okręt był wyposażony w 4 działa kal. 120 mm na pojedynczych podstawach (oznaczenia 'A', 'B', 'X' i 'Y' w kierunku od dziobu do rufy). Do zwalczania celów powietrznych jednostkę wyposażono w jedną armatę kal. 76 mm umieszczoną pomiędzy kominami oraz dwie armaty kal. 40 mm. Działo kal. 76 mm zostało usunięte w 1936 roku, a w jej miejsce przeniesiono działa kal. 40 mm. Okręt był uzbrojony w dwie poczwórne wyrzutnie torped kal. 533 mm. Na pokładzie zamontowano także trzy zrzutnie bomb głębinowych, każda z zapasem dwóch bomb. Po rozpoczęciu II wojny światowej zapas zwiększono do 33 bomb i zamontowano wyrzutnie bomb głębinowych.
„Comet” został zamówiony 15 lipca 1930 roku jako część 1929 Naval Programme. Stępkę położono 12 września 1930 roku w stoczni Portsmouth Dockyard. Zwodowano go 30 września 1931 roku, budowę ukończono 2 czerwca 1932 roku. Był czternastym okrętem noszącym tę nazwę.

## Eskortowane konwoje transatlantyckie
| Konwój  | Escort Group  | Data                            | Z                 | Do                |
| ------- | ------------- | ------------------------------- | ----------------- | ----------------- |
| SC-34   |               | 15–18 czerwca 1941              | Nowa Fundlandia   | Islandia          |
| SC-50   |               | 25–31 października 1941         | Nowa Fundlandia   | Islandia          |
| ON-32   |               | 6–13 listopada 1941             | Islandia          | Nowa Fundlandia   |
| SC-56   |               | 24 listopada -12 grudnia 1941   | Nowa Fundlandia   | Islandia          |
| ON-44   |               | 12–14 grudnia 1941              | Islandia          | Nowa Fundlandia   |
| ON-76   |               | 16–28 marca 1942                | Irlandia Północna | Nowa Fundlandia   |
| SC-78   |               | 9–21 kwietnia 1942              | Nowa Fundlandia   | Irlandia Północna |
| ON-102  | MOEF group A3 | 12–21 czerwca 1942              | Irlandia Północna | Nowa Fundlandia   |
| SC-101  | MOEF group C4 | 23 września-3 października 1942 | Nowa Fundlandia   | Irlandia Północna |
| ON-137  | MOEF group C4 | 12–22 października 1942         | Irlandia Północna | Nowa Fundlandia   |
| SC-107  | MOEF group C4 | 30 Oct-10 listopada 1942        | Nowa Fundlandia   | Irlandia Północna |
| ON-147  | MOEF group C4 | 18–28 listopada 1942            | Irlandia Północna | Nowa Fundlandia   |
| SC-112  | MOEF group C4 | 11–25 grudnia 1942              | Nowa Fundlandia   | Irlandia Północna |
| ON-158  | MOEF group C4 | 5–17 stycznia 1943              | Irlandia Północna | Nowa Fundlandia   |
| HX-224  | MOEF group C4 | 27 stycznia -4 lutego 1943      | Nowa Fundlandia   | Irlandia Północna |
| KMF-10B | MOEF group C4 | 2–9 marca 1943                  | Firth of Clyde    | Morze Śródziemne  |
| MKF-10B | MOEF group C4 | 10–17 marca 1943                | Morze Śródziemne  | Firth of Clyde    |
| ON-177  | MOEF group C4 | 7–17 kwietnia 1943              | Irlandia Północna | Nowa Fundlandia   |
| HX-235  | MOEF group C4 | 24 kwietnia-3 maja 1943         | Nowa Fundlandia   | Irlandia Północna |
| ONS-8   | MOEF group C4 | 18–29 maja 1943                 | Irlandia Północna | Nowa Fundlandia   |
| SC-133  | MOEF group C4 | 8–19 czerwca 1943               | Nowa Fundlandia   | Irlandia Północna |
| ONS-12  |               | 4–15 lipca 1943                 | Irlandia Północna | Nowa Fundlandia   |
| SC-137  |               | 23 lipca -3 sierpnia 1943       | Nowa Fundlandia   | Irlandia Północna |
| ON-220  |               | 16–28 stycznia 1944             | Irlandia Północna | Nowa Fundlandia   |
| HX-279  |               | 17–28 lutego 1944               | Nowa Fundlandia   | Irlandia Północna |
| ONS-30  |               | 2–10 marca 1944                 | Irlandia Północna | Nowa Fundlandia   |
| HX-283  |               | 19–28 marca 1944                | Nowa Fundlandia   | Irlandia Północna |